# Sophie Min
Sophie Min (* um 1992) ist eine koreanisch-australische Jazz- und Improvisationsmusikerin (Piano, Komposition).

## Leben und Wirken
Min, die in Südkorea aufwuchs, begann bereits mit drei Jahren mit Klavierunterricht. Als Schülerin war sie Mitglied in Chören und Rockbands. Nach ihrem Hauptfachstudium der Angewandten Musik am Seoul Institute of The Arts zog sie 2010 nach Brisbane, wo sie 2016 am Queensland Conservatorium ihren Masterabschluss machte und bei Musikern wie Zac Hurren, Steve Newcomb, John Hoffman und Yitzhak Yedid studierte. 2015 tourte sie international mit dem JM Jazz World Orchestra. 2018 nahm sie am Banff International Workshop in Jazz and Creative Music teil, den Vijay Iyer und Tyshawn Sorey leiteten.
Mit dem Gitarristen James Sherlock entstand 2018 Mins erstes Album Thanks for the Hands (2019). Im selben Jahr gab sie ein Solokonzert beim Brisbane International Jazz Festival, gefolgt von der Veröffentlichung von Solo Vol.1, einem komplett improvisierten Klavieralbum. Mit der Bassistin Helen Svoboda und dem Schlagzeuger Timothy Green bildete sie ein Improvisationstrio und legte das Album Open vor. Sie war auch Co-Leiterin, Komponistin und Arrangeurin von From All Sides (2018) des Trios Nimble und Hectic Moon (2018) von Helen Svobodas Sprout.
2019 veröffentlichte sie mit ihrem Duo-Projekt Shamin, das sie mit dem Schlagzeuger Benjamin Shannon bildete, das Album Fine Gnaw, das sie auf mehreren großen Festivals vorstellte, etwa beim Wangaratta Jazz Festival 2022. 2020 legte sie das Album Bellwether mit einem elfköpfigen Ensemble vor. Es folgte das Septett-Album Your Wings und das Duoalbum Intertwined Trees mit dem Saxophonisten und Flötisten Heinrich von Kalnein, das ihr auch in Mitteleuropa zu Bekanntheit verhalf. Außerdem hat sie als Pianistin maßgeblich zu Solace (2017) von Kayleigh Pincott und zu Move to the Bleat Forage (2018) von Martin Kay beigetragen und tourte mit Kristin Berardi, Elly Hoyt und Rafael Karlen.